# Xian de Guyang
Le xian de Guyang (固阳县 ; pinyin : Gùyáng Xiàn) est un district administratif au nord de la région autonome de Mongolie-Intérieure en Chine. Il est placé sous la juridiction de la ville-préfecture de Baotou.

## Démographie
La population du district était de 214 649 habitants en 1999.